# Науменко Наталія Миколаївна
Наталія Миколаївна Науменко (нар. 7 грудня 1975, м. Київ) — державний службовець, Голова Державної міграційної служби України з 11 жовтня 2021 року.

## Життєпис
Народилася 7 грудня 1975 року у місті Києві. Науменко закінчила 241-ю столичну школу та здобула юридичну освіту.
Працювала у Державній міграційній службі.
З 2011 року до серпня 2018 року Наталя керувала Департаментом у справах біженців та іноземців Державної міграційної служби України. Потім вона стала заступником голови ДМСУ. Згідно з розпорядженням голови Кабінету міністрів, Науменко була призначена на цю посаду строком на п'ять років.
6 вересня 2018 року Розпорядженням Президента України була призначена главою делегації України для участі в переговорах у рамках ООН щодо підготовки проєкту Глобальної угоди про біженців.
З 19 квітня 2019 року Член Комісії з питань громадянства при Президентові України.
З 20 вересня 2021 року стала тимчасовою виконувачкою обов'язків голови служби.
11 жовтня 2021 року Кабінетом Міністрів України призначена Головою Державної міграційної служби України всупереч вимогам суспільства, без проведення конкурсу.
У березні 2023 року потрапила в історію з транслітерацією.

## Сім'я
Наталя одружена із Максимом Науменком. У подружжя четверо дітей: сини Данило, Андрій, Іван та донька Марія.